# Copa América 1929
De Copa América 1929 (eigenlijk Zuid-Amerikaans voetbalkampioenschap 1929, want de naam Copa América werd pas vanaf 1975 gedragen) was een toernooi gehouden in Buenos Aires, Argentinië van 1 november tot 17 november 1929.
Er was geen kwalificatie voor het toernooi. De deelnemende landen waren Argentinië, Paraguay, Peru en Uruguay.
Brazilië, Bolivia en Chili trokken zich terug.

## Deelnemende landen
| Land               | Aantal deelnames | Huidig aantal deelnames op rij | Vorige deelname |
| ------------------ | ---------------- | ------------------------------ | --------------- |
| Argentinië (g) (t) | 12de             | 12                             | 1927            |
| Paraguay           | 7de              | 1                              | 1926            |
| Peru               | 2de              | 2                              | 1927            |
| Uruguay            | 11de             | 3                              | 1927            |

- (g) = gastland
- (t) = titelverdediger

## Speelsteden
| Buenos Aires                                  | · Buenos Aires Avellaneda Speellocaties |
| Estadio Gasómetro de Boedo Capaciteit: 75.000 | · Buenos Aires Avellaneda Speellocaties |
|                                               | · Buenos Aires Avellaneda Speellocaties |
| Buenos Aires                                  | · Buenos Aires Avellaneda Speellocaties |
| Estadio Alvear y Tagle Capaciteit: 40.000     | · Buenos Aires Avellaneda Speellocaties |
|                                               | · Buenos Aires Avellaneda Speellocaties |
| Avellaneda                                    | · Buenos Aires Avellaneda Speellocaties |
| Estadio Independiente Capaciteit: 57.858      | · Buenos Aires Avellaneda Speellocaties |
|                                               | · Buenos Aires Avellaneda Speellocaties |

## Scheidsrechters
De organisatie nodigde in totaal 4 scheidsrechters uit voor 6 duels. Tussen haakjes staat het aantal gefloten duels tijdens de Copa América 1929.

## Eindstand
| Land       | Wed | Win | Gel | Ver | DV | DT | +/− | Pnt |
| ---------- | --- | --- | --- | --- | -- | -- | --- | --- |
| Argentinië | 3   | 3   | 0   | 0   | 9  | 1  | +8  | 6   |
| Paraguay   | 3   | 2   | 0   | 1   | 9  | 4  | +5  | 4   |
| Uruguay    | 3   | 1   | 0   | 2   | 4  | 6  | –2  | 2   |
| Peru       | 3   | 0   | 0   | 3   | 1  | 12 | –11 | 0   |

## Wedstrijden
Elk land moest één keer tegen elk ander land spelen. De puntenverdeling was als volgt:
- Twee punten voor winst
- Één punt voor gelijkspel
- Nul punten voor verlies

|                                    |         |                                 |          |                                                                 |
| 1 november 1929 «onderlinge duels» | Uruguay | 0 – 3                           | Paraguay | Estadio Alvear y Tagle, Buenos Aires Scheidsrechter: José Galli |
| 1 november 1929 «onderlinge duels» |         | González 16', 86' Domínguez 55' |          | Estadio Alvear y Tagle, Buenos Aires Scheidsrechter: José Galli |

|                                    |                              |       |      |                                                               |
| 3 november 1929 «onderlinge duels» | Argentinië                   | 3 – 0 | Peru | Estadio Gasómetro, Buenos Aires Scheidsrechter: Aníbal Tejada |
| 3 november 1929 «onderlinge duels» | Peucelle 6' Zumelzú 38', 58' |       |      | Estadio Gasómetro, Buenos Aires Scheidsrechter: Aníbal Tejada |

|                                     |                                             |       |               |                                                               |
| 10 november 1929 «onderlinge duels» | Argentinië                                  | 4 – 1 | Paraguay      | Estadio Gasómetro, Buenos Aires Scheidsrechter: Julio Borelli |
| 10 november 1929 «onderlinge duels» | M. Evaristo 7' Ferreira 24', 48' Cherro 50' |       | Domínguez 56' | Estadio Gasómetro, Buenos Aires Scheidsrechter: Julio Borelli |

|                                     |             |       |                                     |                                                                   |
| 11 november 1929 «onderlinge duels» | Peru        | 1 – 4 | Uruguay                             | Estadio Alvear y Tagle, Buenos Aires Scheidsrechter: Miguel Barba |
| 11 november 1929 «onderlinge duels» | Lizarbe 81' |       | Fernández 21', 29', 43' Andrade 69' | Estadio Alvear y Tagle, Buenos Aires Scheidsrechter: Miguel Barba |

|                                     |                                                |       |      |                                                              |
| 16 november 1929 «onderlinge duels» | Paraguay                                       | 5 – 0 | Peru | Independiente Stadium, Avellaneda Scheidsrechter: José Galli |
| 16 november 1929 «onderlinge duels» | Nessi 10' González 55', 63', 69' Domínguez 82' |       |      | Independiente Stadium, Avellaneda Scheidsrechter: José Galli |

|                                     |                              |       |         |                                                              |
| 17 november 1929 «onderlinge duels» | Argentinië                   | 2 – 0 | Uruguay | Estadio Gasómetro, Buenos Aires Scheidsrechter: Miguel Barba |
| 17 november 1929 «onderlinge duels» | Ferreira 14' M. Evaristo 77' |       |         | Estadio Gasómetro, Buenos Aires Scheidsrechter: Miguel Barba |

|                      |
| Vlag van Argentinië  |
| ARGENTINIË 4de titel |

## Doelpuntenmakers
5 doelpunten
- Aurelio González

3 doelpunten
- Manuel Ferreira
- Diógenes Domínguez
- Lorenzo Fernández

2 doelpunten
- Mario Evaristo
- Adolfo Zumelzú

1 doelpunt
- Roberto Cherro
- Carlos Peucelle
- Lino Nessi
- Agustin Lizarbe
- José Andrade

## Copa América 1929 in beeld

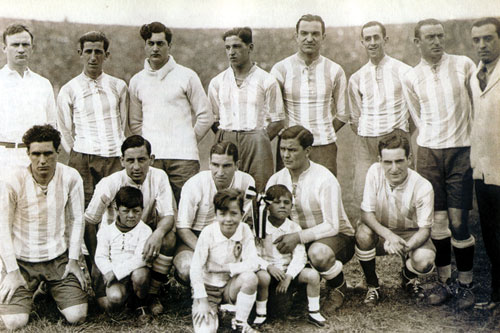
Argentinië
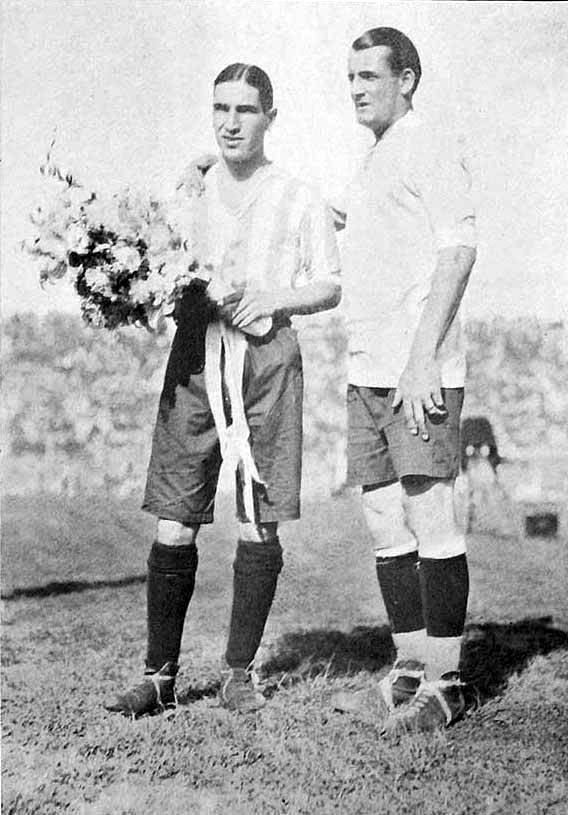
Argentinië - Uruguay
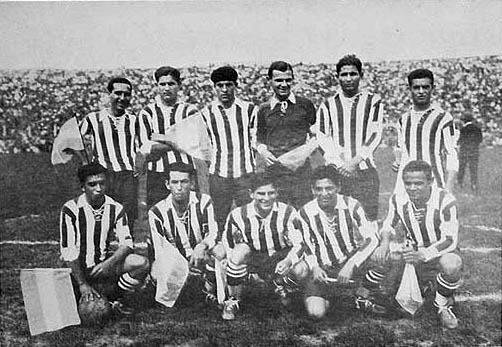
Paraguay
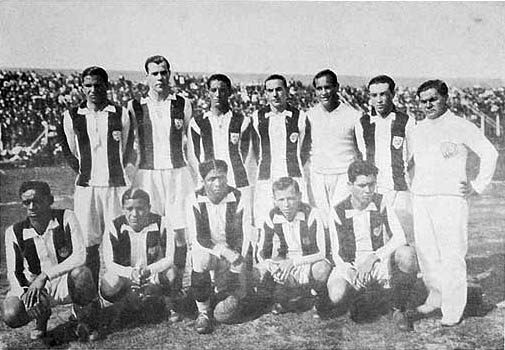
Peru
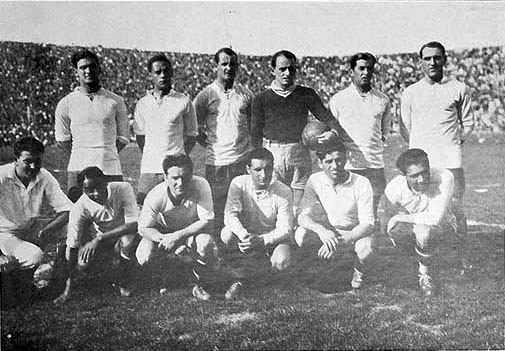
Uruguay

1916 · 
1917 · 
1919 · 
1920 · 
1921 · 
1922 · 
1923 · 
1924 · 
1925 · 
1926 · 
1927 · 
1929 · 
1935 · 
1937 · 
1939 · 
1941 · 
1942 · 
1945 · 
1946 · 
1947 · 
1949 · 
1953 · 
1955 · 
1956 · 
1957 · 
1959 · 
1959 · 
1963 · 
1967 · 
1975 · 
1979 · 
1983 · 
1987 · 
1989 · 
1991 · 
1993 · 
1995 · 
1997 · 
1999 · 
2001 · 
2004 · 
2007 · 
2011 · 
2015 · 
2016 ·
2019 ·
2021 ·
2024